# Tatort: Alptraum
Alptraum ist ein deutscher Fernsehkrimi des NDR und wurde am 4. Mai 1997 im Ersten erstmals ausgestrahlt. Es ist die 359. Folge der Kriminalreihe Tatort und der zweite und letzte Fall von Hauptkommissarin Lea Sommer, gespielt von Hannelore Elsner. Bei den beiden Folgen mit Lea Sommer handelt es sich um Langfolgen der Krimiserie Die Kommissarin. Sommer hat es mit einer Mordserie an erfolgreichen Frauen zu tun.

## Handlung
Staatsanwalt Dr. Risterer kann auf seinem Heimweg durch den Bolivarpark knapp den Mord an einer jungen Frau verhindern, der Täter entkommt ihm. Während er Sommers Kollegen herbeiruft, wird Lea Sommer von einem anonymen Anrufer belästigt, der ihr erzählt, dass er schon zwei Frauen ermordet hat und beim dritten Mord eben gestört wurde. Der Anrufer spricht einen alemannischen Akzent und lässt durchscheinen, dass er es auf beruflich erfolgreiche Frauen abgesehen hat. Sommer erfährt von Frau Wegner, dem verhinderten Mordopfer aus dem Bolivarpark, dass diese wegen ihrer Tätigkeit als Hebamme kürzlich in der Wochenzeitung des Stadtteils mit Foto abgebildet war. Sommer sucht ihren Bekannten Hans Schilling auf, der als Oberspielleiter bei einem großen Theater Ärger mit der neuen Intendantin Susanne Bergmann hat, um mit ihm gemeinsam den Dialekt des Anrufers zu ergründen, dieser kann ihr jedoch nicht weiterhelfen. Kurz darauf erhält Lea Sommer einen weiteren anonymen Anruf von dem Unbekannten, der ankündigt, sein weiteres Opfer gefunden zu haben. Da die bisherigen Opfer allesamt vor den Taten mit Artikeln in Stadtteilzeitungen abgebildet waren, kommen Sommers Assistenten Jens und Walter auf die Idee, auf diese Weise eine Kollegin als Lockvogel einzusetzen. Abends läuft Sommer zufällig dem Psychologen Cornelius Reusch, dem Freund der neuen Oberstaatsanwältin Dr. Jacobi, über den Weg, dieser macht ihr Avancen, die sie zurückweist. Noch am selben Abend wird Susanne Bergmann im Keller ihres Theaters ermordet, der anonyme Anrufer gibt Sommer Hinweise auf den Tatort, wo die Beamten die Leiche auch finden. Bergmann war bei der Tat wie die Opfer zuvor vergewaltigt worden, allerdings sind diesmal keine Spermaspuren in der Leiche zu finden. Hans Schilling erzählt Sommer, dass er kommissarisch die Leitung des Hauses für den Rest der Spielzeit übernimmt, ein Alibi für die Tatzeit hat er nicht.
Mithilfe eines Sprachexperten finden die Beamten heraus, dass der Dialekt des Anrufers aus dem westlichen Bodenseeraum stammt, die Lockvogelaktion erweist sich kurz darauf als Fehlschlag. Sommer wird abends in ihrer Wohnung von dem Unbekannten überfallen, er erwähnt dabei, dass es eine Greta und eine Hanne in seinem Leben gab, die der Grund für seinen Frauenhass sind, der Täter deutet an, sich aus einer Zeitschrift kürzlich ein neues Opfer ausgesucht zu haben, dann flieht er. Jens informiert kurz darauf Sommer darüber, dass Schilling sechs Jahre in Konstanz gearbeitet hat, Sommer klingelt vergeblich an seiner Tür. Als er schließlich nach Hause kommt, konfrontiert Sommer ihn mit ihrem Verdacht, er streitet jedoch ab, etwas mit den Morden und den nächtlichen Anrufen zu tun zu haben, ein Alibi für den Überfall hat er allerdings nicht. Als die Situation zwischen Sommer und Schilling zu eskalieren droht, ruft Jens sie an und verkündet die gelungene Festnahme des Täters durch die Lockvogelaktion. Der Tatverdächtige Walter Klaffki gesteht schließlich zwei Morde, er beteuert, keine weiteren Taten begangen zu haben, Sommer erreicht bei Dr. Jacobi, dass die Öffentlichkeit zunächst nicht informiert wird. Sommer wird dabei zufällig Zeuge einer telefonischen Auseinandersetzung zwischen Dr. Jacobi und ihrem auf diversen Fachtagungen befindlichen Freund Reusch. Sommer wird hellhörig und beauftragt ihre Assistenten, zu überprüfen, ob die von Reusch angegebenen Fachtagungen stattgefunden haben, zugleich lässt sie die Vergangenheit Schillings weiter ausleuchten. Die Tagungen zum Zeitpunkt der ersten beiden Morde fanden zwar statt, allerdings ohne Reusch als Teilnehmer, die Tagungen in dieser Woche sind frei erfunden, am Schauspielhaus Zürich, wo Schilling einst engagiert war, arbeiteten zur gleichen Zeit eine Greta als Schauspielerin und eine Hanne als Maskenbildnerin. Kurz danach erhält Sommer durch einen weiteren Drohanruf die Bestätigung, dass der Täter weiter frei ist, Sommer sucht Reusch auf und fragt ihn, warum er die Anrufe tätigt, er streitet alles ab und sagt ihr selbstsicher voraus, dass sie an diesem Fall scheitern werde.
Sommer eilt zum Haus von Dr. Jacobi und teilt ihr ihren Verdacht mit, dass sie das nächste Opfer sein könnte, Reusch erwähnt sie nicht. Ein maskierter Mann dringt in das Haus von Dr. Jacobi ein, er attackiert Sommer, die gerade mit der Maskenbildnerin des Zürcher Schauspielhauses telefoniert, mit einem Elektroschocker und nimmt die beiden Frauen gefangen. Sommer sagt ihm auf den Kopf zu, dass sie gerade erfahren hat, dass die dort tätige Schauspielerin Greta Rudolphi mit bürgerlichem Namen Risterer hieß, Dr. Risterer nimmt daraufhin seine Maske ab. Seine Mutter hatte mit der Maskenbildnerin ein Verhältnis angefangen und schenkte ihrem Sohn keine Aufmerksamkeit mehr, sondern schickte ihn aufs Internat. Auch die Tatsache, dass er den Dialekt der Geliebten imitiert hat, brachte ihm nicht die Zuneigung, sondern nur den Spott der Mutter. Als Dr. Jacobi an seiner Stelle kürzlich Oberstaatsanwältin wurde, kam der Hass von damals in ihm wieder hoch. Als er zufällig den Mord mit dem Elektroschocker verhindern konnte, kam ihm die Idee, Dr. Jacobi so zu töten, Bergmann tötete er, weil sie Intendantin beim ihm verhassten Theater war. Sommer provoziert Dr. Risterer mit einem Kinderlied aus seiner Heimatregion, so dass er auf den Boden schießt, um sie zum Schweigen zu bringen. Als Sommer versucht, ihn zu überwältigen, wird sie durch einen Schuss am Bein verletzt, schließlich meint Dr. Risterer, dass die beiden Frauen als gescheitert gelten würden, weil sie ihn nicht verhaften konnten, und erschießt sich selbst.

## Hintergrund
Gefährliche Übertragung und Alptraum bildeten zwei Sonderfälle innerhalb der Tatortreihe. Kommissarin Sommer (Hannelore Elsner), die von 1994 bis 2006 in einer eigenständigen Krimiserie fungierte, wurde für zwei Folgen 1997 in die Tatort-Reihe integriert. Der Ermittlungsort wurde auf Hamburg verlegt und Til Schweiger, der bis 1996 als ihr Assistent Nick Siegel agierte, durch andere Assistenten ersetzt. Erst 1999 gab es danach neue Folgen der Kommissarin in gewohnter Kurzfassung von 48 Minuten.

## Rezeption

### Einschaltquote
Die Folge erreichte bei ihrer Erstausstrahlung am 4. Mai 1997 6,38 Mio. Zuschauer und somit einen Marktanteil von 19,08 %. Sie wurde in Hamburg gedreht.

### Kritik
TV Spielfilm bewertete den Film mittelmäßig und urteilte: „Kommissarin in dramaturgischer Zwickmühle“.